# Mülitobelbach (Töss)
Der Mülitobelbach ist ein rund zwei Kilometer langer linker Zufluss der Töss in der Gemeinde Illnau-Effretikon im Schweizer Kanton Zürich. Er durchfliesst das tief eingeschnittene Mülitobel (auch Mülibachtobel) im Staatswald Kyburg nahe Winterthur. 

## Geographie

### Verlauf
Die Quelle des Mülitobelbachs liegt auf etwa 658 m ü. M. inmitten der Felder in der Brunnenwisen wenig südlich des Weilers Ettenhausen. Die ersten rund 480 Meter des Bachlaufes sind eingedolt. Dabei wird er anfangs vorwiegend nach Nordwesten geleitet, ehe er Ettenhausen auf einem nordöstlichen Kurs unterquert. Kurz danach tritt er erstmals an die Oberfläche und wird zugleich von einem Waldsaum begleitet. Er überwindet zwei Wasserfälle und nimmt von rechts den Töbelibach auf. Der Waldsaum breitet sich hier zu einem breiteren Waldstreifen aus, welcher im Norden an den Staatswald Kyburg anschliesst.
Er ändert seinen Kurs nach Nordwesten und erreicht das Mülitobel, welches hier noch um die 40 Meter tief ist. Er überwindet nun mehrere Wasserfälle, von denen der höchste 12 Meter hoch ist. Das Tobel erreicht hier mit einer Tiefe um die 110 Meter seine tiefste Stelle. Er wendet sich nun erneut nach Nordosten, wo ihm von rechts aus dem Weidtobel der Weidtobelbach zufliesst. Er vollzieht nun einen Bogen nach Nordwesten, ehe er auf 459 m ü. M. von links in den Mittellauf der Töss mündet.

### Zuflüsse
Die direkten und indirekten Zuflüsse bachabwärts
- Töbelibach (rechts), 0,4 km
  - Brunnacherbächli (rechts), 0,2 km
- Weidtobelbach (rechts), 0,6 km
  - Schuelhusbächli (rechts), 0,1 km
  - Vogthaldenbach (rechts), 0,2 km
  - Ziegelwisgraben (links) 0,3 km

## Geschichte

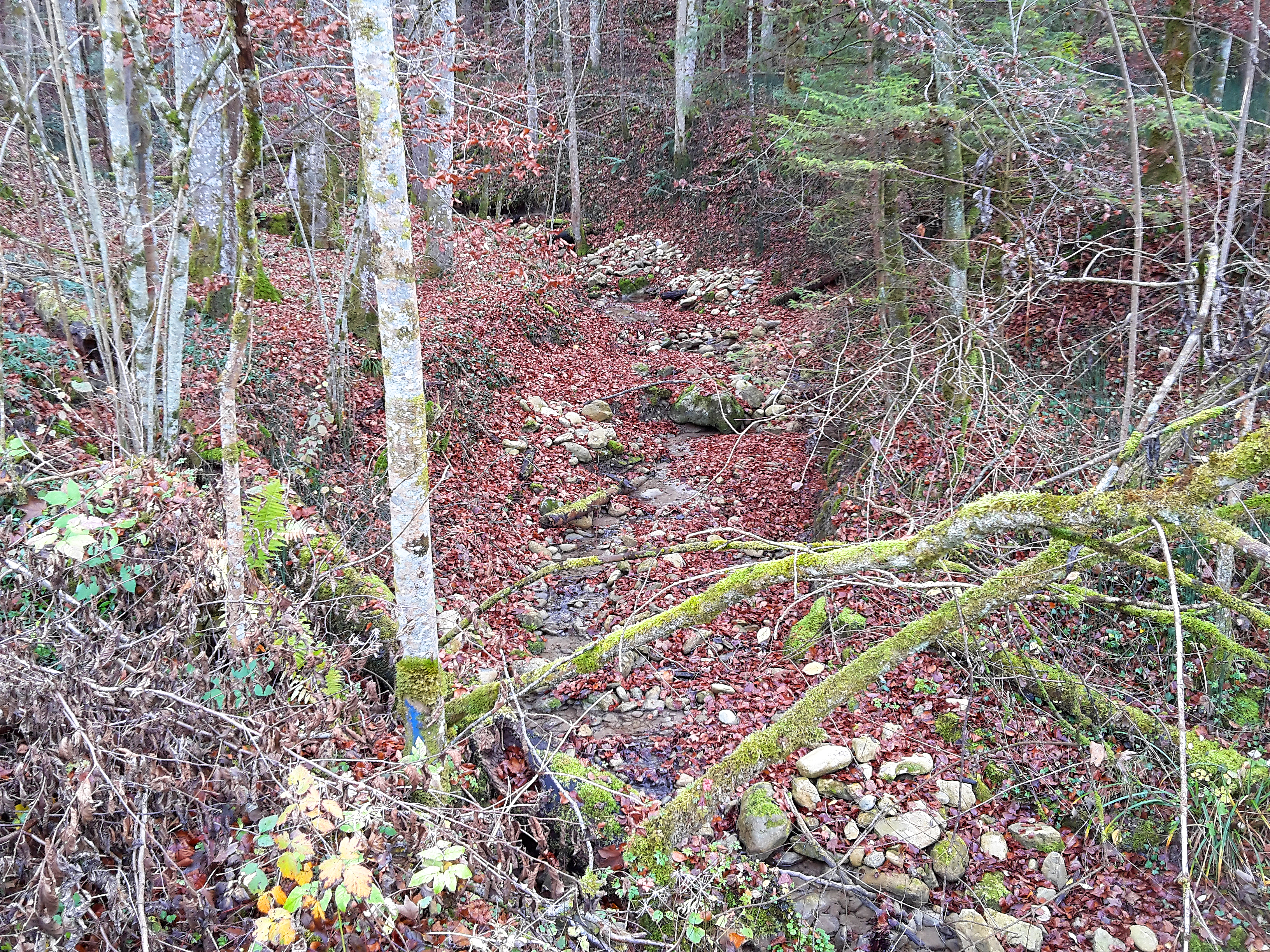
Mülitobelbach vor Unterquerung der Talstrasse Mitte am Ende des Mülitobels

Benannt wurden Bach und Tal nach einer Mühle, welche im Mittelalter an der Mündung des Mülitobelbachs stand. Später folgten eine Scheune, Stallungen sowie 1645 ein Wohnhaus, genannt Sennschürhof, nach welchem noch heute eine Waldstrasse und eine Flur benannt ist. Der Hof gehörte zum Schloss Kyburg und versorgte den Landvogt vor allem mit Milchprodukten und Fleisch. Er war für damalige Verhältnisse ziemlich gross und war 21 Meter lang und 11 Meter breit. 1827 wurde durch Entscheid des Domänen-Departements des Kantons Zürich der Sennschürhof aufgehoben, da man sich höhere Einnahmen aus der Holzproduktion erhoffte.